# Kísérleti alanyok
A Kísérleti alanyok (eredeti cím: The Imperfects) 2022-es kanadai drámasorozat, amelyet Shelley Eriksen és Dennis Heaton alkotott. A főbb szerepekben Italia Ricci, Morgan Taylor Campbell, Rhianna Jagpal, Iñaki Godoy és Kyra Zagorsky látható.
Kanadában és Magyarországon 2022. szeptember 8-án mutatta be a Netflix.
2022 novemberében egy évad után törölték a sorozatot.

## Cselekmény
Három seattle-i felnőtt, Abbi, egy tudós, Juan, egy képregényrajzoló és Tilda, egy énekesnő szörnyekké változnak, miután egy kísérleti génterápiának vetik alá magukat. A trió ezt követően elhatározza, hogy levadássza az átváltozásukért felelős tudóst, Dr. Alex Sarkovot, és rákényszeríti, hogy újra emberré tegye őket. Csatlakozik hozzájuk Dr. Sydney Burke, egy tudós, aki segít nekik a küldetésükben.

## Szereplők

### Főszereplők
| Szereplők        | Színész                | Magyar hang       | Leírás |
| ---------------- | ---------------------- | ----------------- | --- |
| Dr. Sydney Burke | Italia Ricci           | Sipos Eszter Anna | Tudós és Dr. Sarkov elhidegült korábbi partnere; ketten együtt dolgoztak egy szintetikus őssejt-projekten.                                                                                       |
| Isabel Finch     | Kyra Zagorsky          | Solecki Janka     | Titokzatos nő, aki haragszik Dr. Sarkovra. Ő egyben Burke Hyde-szerű alteregója is. |
| Tilda Weber      | Morgan Taylor Campbell | Pekár Adrienn     | Egy punk rockzenekar énekese, aki a hangsikolyok révén fokozott hallást és a banshee erejét fejleszti ki.                                                                                        |
| Abbi Singh       | Rhianna Jagpal         | Laudon Andrea     | Genetikát tanuló diák, aki egy succubus erejét fejleszti ki feromonok segítségével, amelyek hatására az emberek kontrollálhatatlanul vonzódnak hozzá, és könnyen befolyásolhatóvá válnak általa. |
| Juan Ruiz        | Iñaki Godoy            | Nagy Gereben      | Képregényrajzoló, aki egy vérfarkas-szerű chupacabra erejét fejleszti ki azáltal, hogy átmenetileg alakot vált.                                                                                  |
| Dr. Alex Sarkov  | Rhys Nicholson         | Hamvas Dániel     | Szélhámos tudós, aki etikátlanul kísérletezett a páciensein szintetikus őssejtterápiával, aminek következtében sokuknál mellékhatásként képességek fejlődtek ki.                                 |
| Dr. Hallenbeck   | Rhys Nicholson         | Hamvas Dániel     | Titokzatos alak, aki kapcsolatban áll Dr. Sarkovval. |
| Hannah Moore     | Celina Martin          | Szabó Luca        | Barista és Dr. Sarkov egykori "sikertelen kísérlete", akinek nem alakultak ki olyan képességei, mint a többi páciensnek.                                                                         |

### Mellékszereplők
| Szereplők           | Színész       | Magyar hang    | Leírás                                                                                        |
| ------------------- | ------------- | -------------- | --------------------------------------------------------------------------------------------- |
| Junnicia Lagoutin   | Darcy Cobourg | Károlyi Lili   | Juan volt barátnője.                                                                          |
| Jim Sponson         | Ron Selmour   | Bognár Tamás   | A Flux magas rangú ügynöke, akit azzal bíztak meg, hogy vadásszon Sarkov egykori pácienseire. |
| Dr. Dominique Crain | Rekha Sharma  | Bertalan Ágnes | A Flux nevű titkos kormányzati szervezet tudományos vezetője.                                 |

### Magyar változat
- Magyar szöveg: Horváth Anikó
- Hangmérnök: Gajda Mátyás
- Vágó: Kránitz Bence
- Gyártásvezető: Kablay Luca
- Szinkronrendező: Pupos Tímea
- Produkciós vezető: Haramia Judit

A szinkront az Iyuno Hungary készítette.

## Epizódok
| Sor. | Év. | Cím                                                           | Rendező               | Író                              | Premier             |
| ---- | --- | ------------------------------------------------------------- | --------------------- | -------------------------------- | ------------------- |
| 1.   | 1.  | Sarkov gyermekei (Sarkov's Children)                          | Mathias Herndl        | Shelley Eriksen és Dennis Heaton | 2022. szeptember 8. |
| 2.   | 2.  | Holtak Dougja (Doug of the Dead)                              | Mathias Herndl        | Shelley Eriksen és Dennis Heaton | 2022. szeptember 8. |
| 3.   | 3.  | Mészárlás a portlandi raktárban (Portland Warehouse Massacre) | Julien Christian Lutz | LA Smith                         | 2022. szeptember 8. |
| 4.   | 4.  | Egy közülünk (One of Us)                                      | Julien Christian Lutz | Steve Cochrane                   | 2022. szeptember 8. |
| 5.   | 5.  | Zoet el kell pusztítani (Zoe Must Be Destroyed)               | Mark Chow             | Kor Adana                        | 2022. szeptember 8. |
| 6.   | 6.  | Ne válj szörnyeteggé (Lest Ye Become a Monster)               | Mark Chow             | Kim Garland                      | 2022. szeptember 8. |
| 7.   | 7.  | Gyógyír (Cure All)                                            | Nimisha Mukerji       | Gorrman Lee                      | 2022. szeptember 8. |
| 8.   | 8.  | A biztos rossz (The Devil You Know)                           | Nimisha Mukerji       | Gorrman Lee                      | 2022. szeptember 8. |
| 9.   | 9.  | Minden szörny támad (All Monsters Attack)                     | Dennis Heaton         | Dennis Heaton                    | 2022. szeptember 8. |
| 10.  | 10. | Minden szörny elpusztítása (Destroy All Monsters)             | Dennis Heaton         | Dennis Heaton                    | 2022. szeptember 8. |

## A sorozat készítése
2021. április 16-án a Netflix tíz epizódból álló sorozatot rendelt be. A sorozatot Dennis Heaton és Shelley Eriksen készíti, akik várhatóan Chad Oakes és Michael Frislev mellett vezető producerként is tevékenykednek majd. A Nomadic Pictures a sorozat gyártásában részt vevő cég. A sorozat a főszereplők erejét legendás lények, például a banshee, a succubus és a chupacabra képességeire alapozza.